# Junction City (Kentucky)
Junction City és una població dels Estats Units a l'estat de Kentucky. Segons el cens del 2000 tenia 2.184 habitants.

## Demografia
Segons el cens del 2000, Junction City tenia 2.184 habitants, 876 habitatges, i 617 famílies. La densitat de població era de 419,5 habitants/km².
Dels 876 habitatges en un 34,8% hi vivien nens de menys de 18 anys, en un 47,4% hi vivien parelles casades, en un 18,8% dones solteres, i en un 29,5% no eren unitats familiars. En el 25,6% dels habitatges hi vivien persones soles el 12,3% de les quals corresponia a persones de 65 anys o més que vivien soles. El nombre mitjà de persones vivint en cada habitatge era de 2,49 i el nombre mitjà de persones que vivien en cada família era de 2,93.
Per edats la població es repartia de la següent manera: un 27,3% tenia menys de 18 anys, un 8,7% entre 18 i 24, un 30,1% entre 25 i 44, un 21,8% de 45 a 60 i un 12% 65 anys o més.
L'edat mediana era de 34 anys. Per cada 100 dones de 18 o més anys hi havia 83,8 homes.
La renda mediana per habitatge era de 29.569 $ i la renda mediana per família de 32.609 $. Els homes tenien una renda mediana de 25.700 $ mentre que les dones 21.688 $. La renda per capita de la població era de 13.258 $. Entorn del 14,5% de les famílies i el 16,9% de la població estaven per davall del llindar de pobresa.

## Poblacions més properes
El següent diagrama mostra les poblacions més properes.